# Manovratore

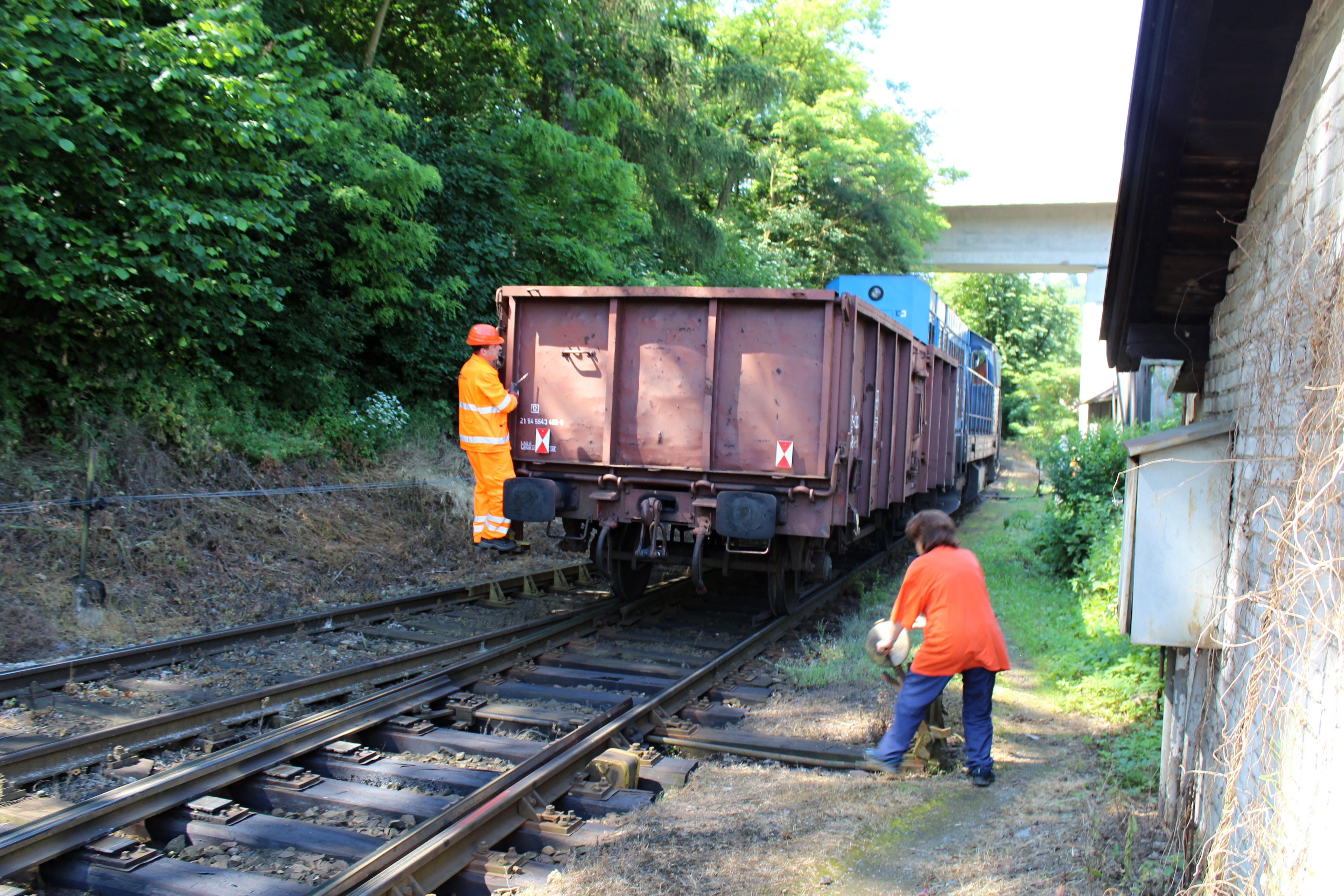
Operazione di manovra nella stazione di Davle, in Repubblica Ceca. Sul predellino del carro il manovratore e a terra il deviatore

Il manovratore è quella figura, in ambito ferroviario, addetta alla movimentazione dei veicoli nell'ambito di una località di servizio, come stazioni, scali merci o posti di movimento. Per esigenze di esercizio, il manovratore può avere competenze specifiche del deviatore per la manovra dei deviatoi a mano e del formatore per l'unione e distacco dei veicoli.
In Europa, dal 2015, la figura del manovratore è stata inglobata in quella del preparatore dei treni (abbreviato PdT) insieme a quelle del formatore e del verificatore nell'ambito della figura dell'agente polifunzionale.

## Mansioni
La mansione principale del manovratore è parte fondamentale nella movimentazione dei rotabili sul piazzale di una località di servizio. In particolare, è abilitato alla predisposizione degli istradamenti, al comando dei movimenti di manovra nonché allo stazionamento dei treni in linea e in stazione.
Può avere competenze e conoscenze connesse alla figura del deviatore, ossia sui deviatoi – loro costituzione e dei dispositivi a loro connessi, quali fermadeviatoi e fermascambi – e sull'infrastruttura ferroviaria, sui passaggi a livello, sui segnali – sia annessi ai treni (fanali, tabelle) che fissi laterali e a mano – e sull'infrastruttura riguardante la trazione elettrica. Altri servizi che possono essere svolti dal manovratore in stazione sono la manovra delle piattaforme girevoli, manovalanza e l'applicazione delle segnalazioni annesse ai treni quali tabelle e fanali.